# Automeile Höherweg

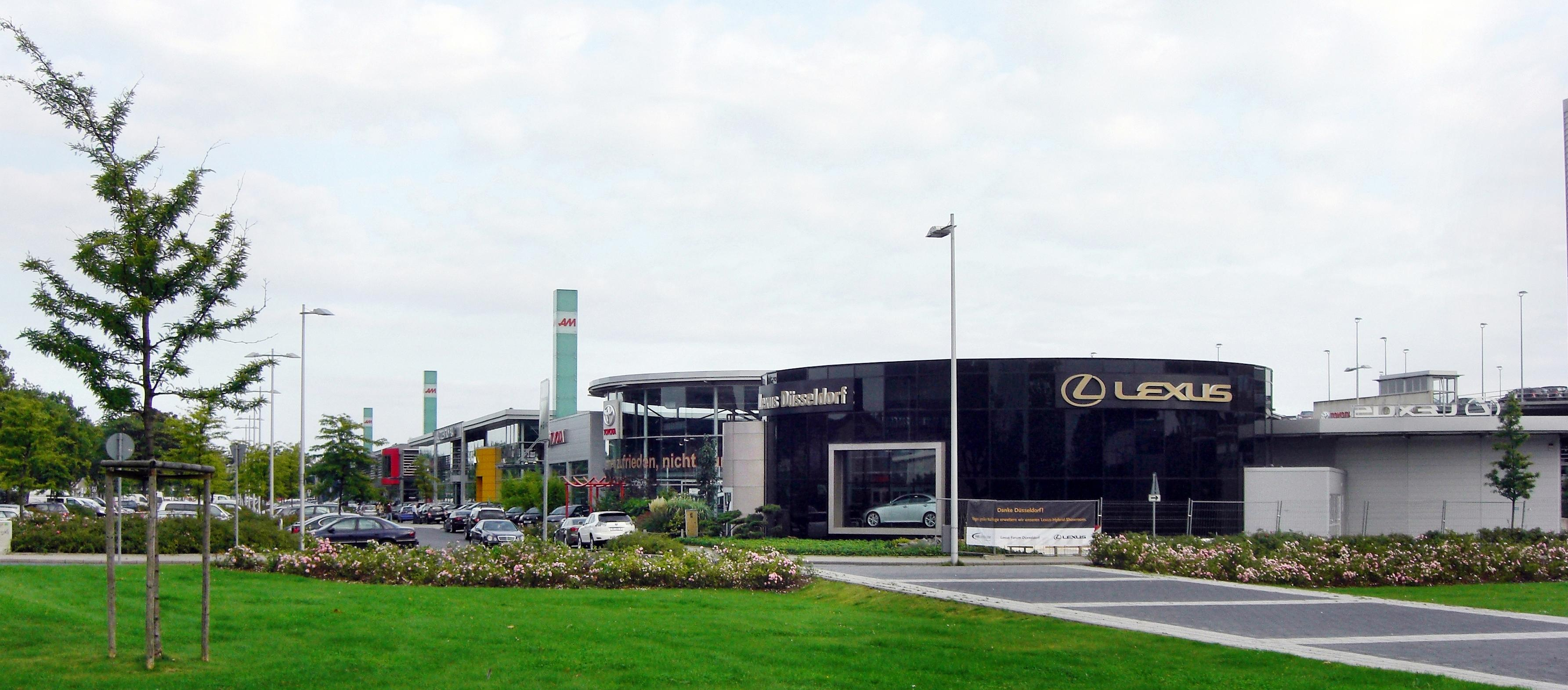
Automeile Höherweg, Blick von West nach Ost

Die Automeile Höherweg im Düsseldorfer Stadtteil Flingern-Süd ist eine städtebaulich geplante und gezielte Ansiedlung von Autohäusern unterschiedlicher Hersteller, der eine übergreifende Konzeption zugrunde liegt. Das in den Jahren 2003 und 2004 errichtete Projekt war bis dahin einzigartig in Deutschland. Betreiber und Initiator ist die Automeile Höherweg GmbH.
Zwischen dem 11. und 21. Juni 2014 feierte man das zehnjährige Jubiläum seit Bestehen der Automeile. 

## Lage und Beschreibung

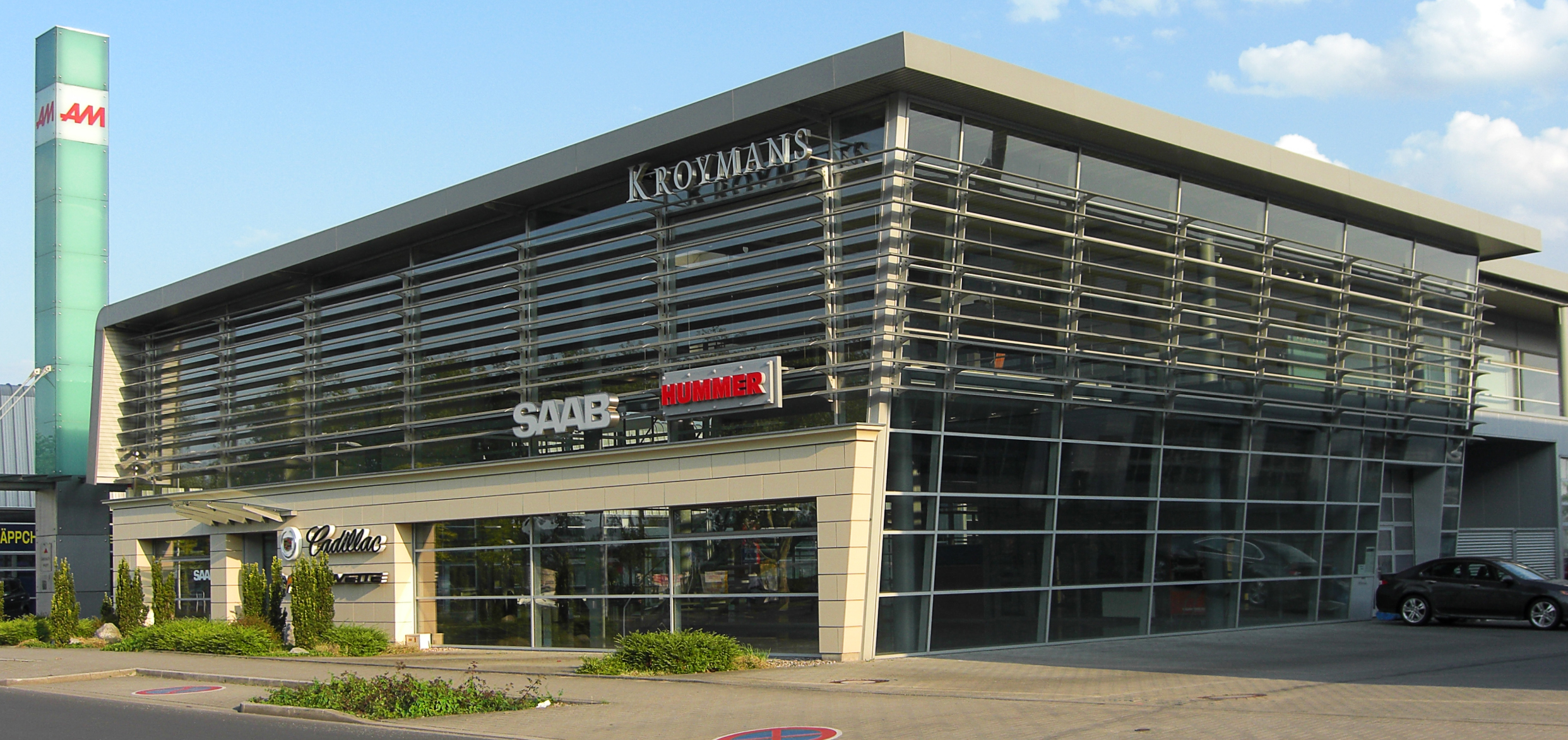
Einer der vier Kroymans-Pavillons auf der Automeile

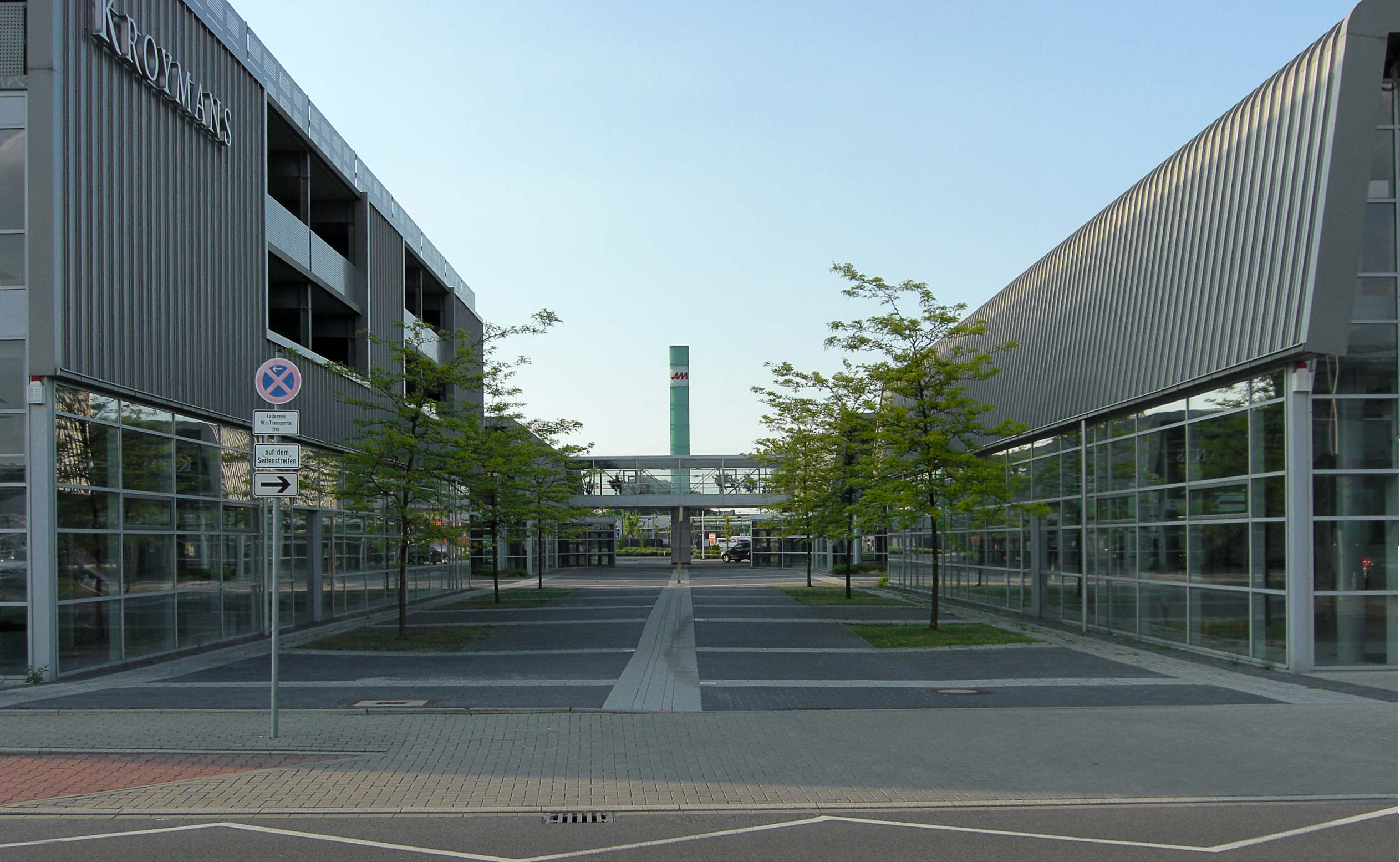
Fußgängerpromenade zwischen den vier Kroymans-Pavillons

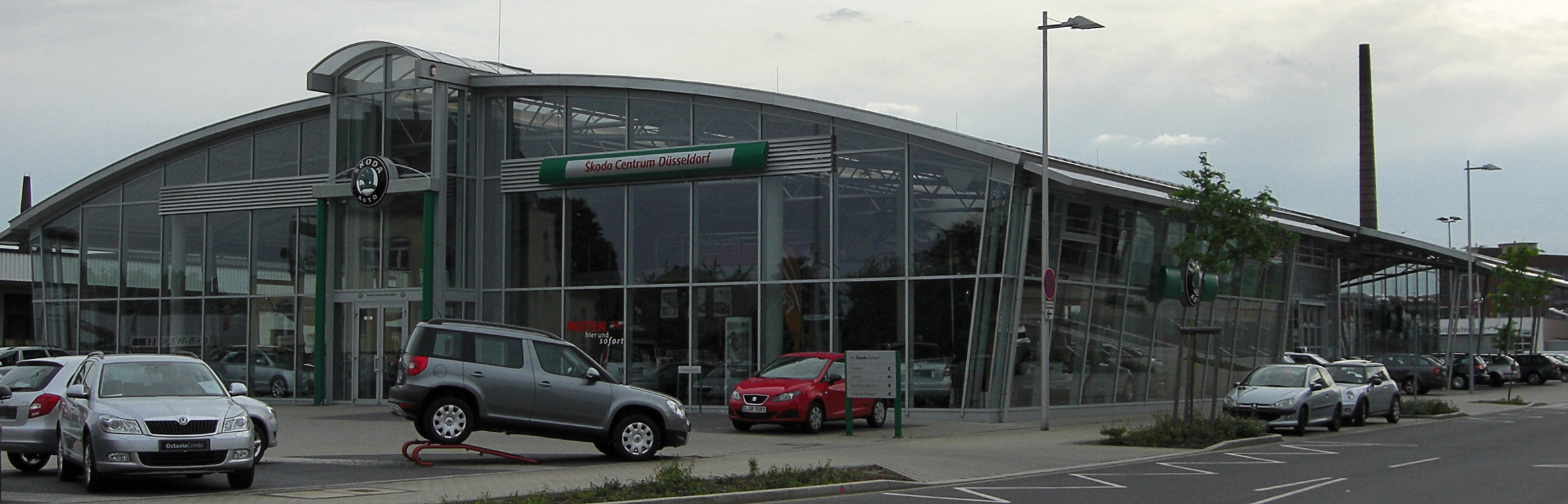
Škoda Centrum Düsseldorf

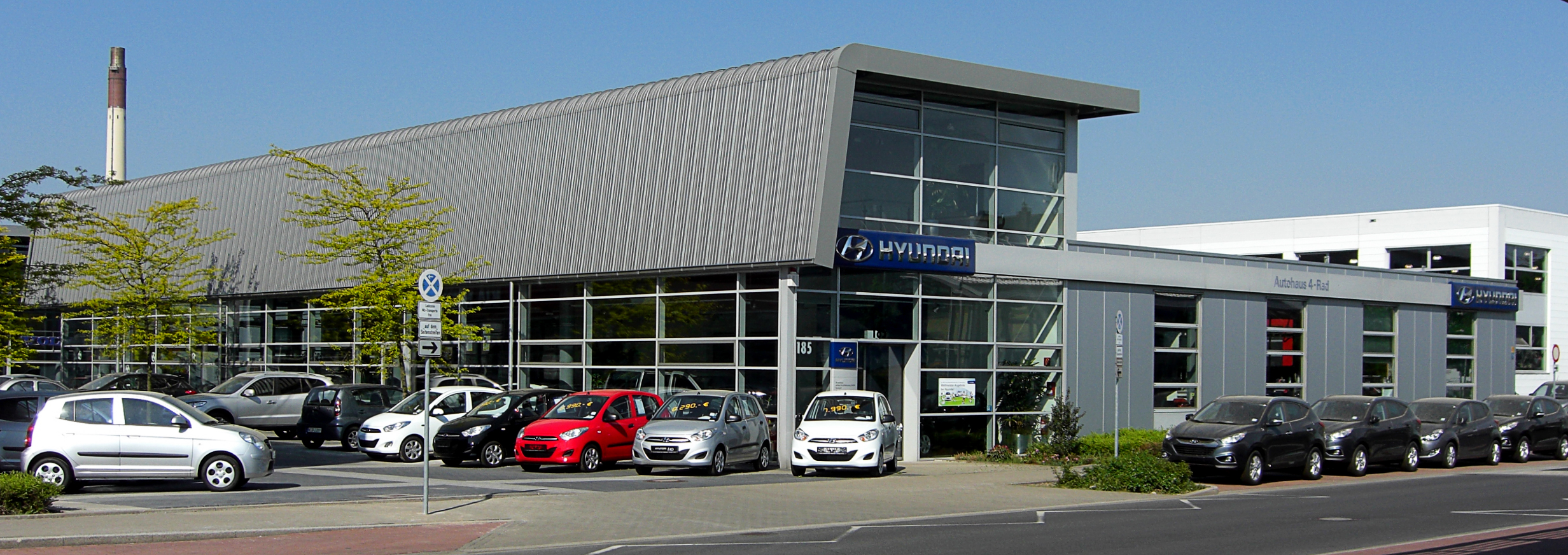
Autohaus 4-Rad (seit 09/2010)

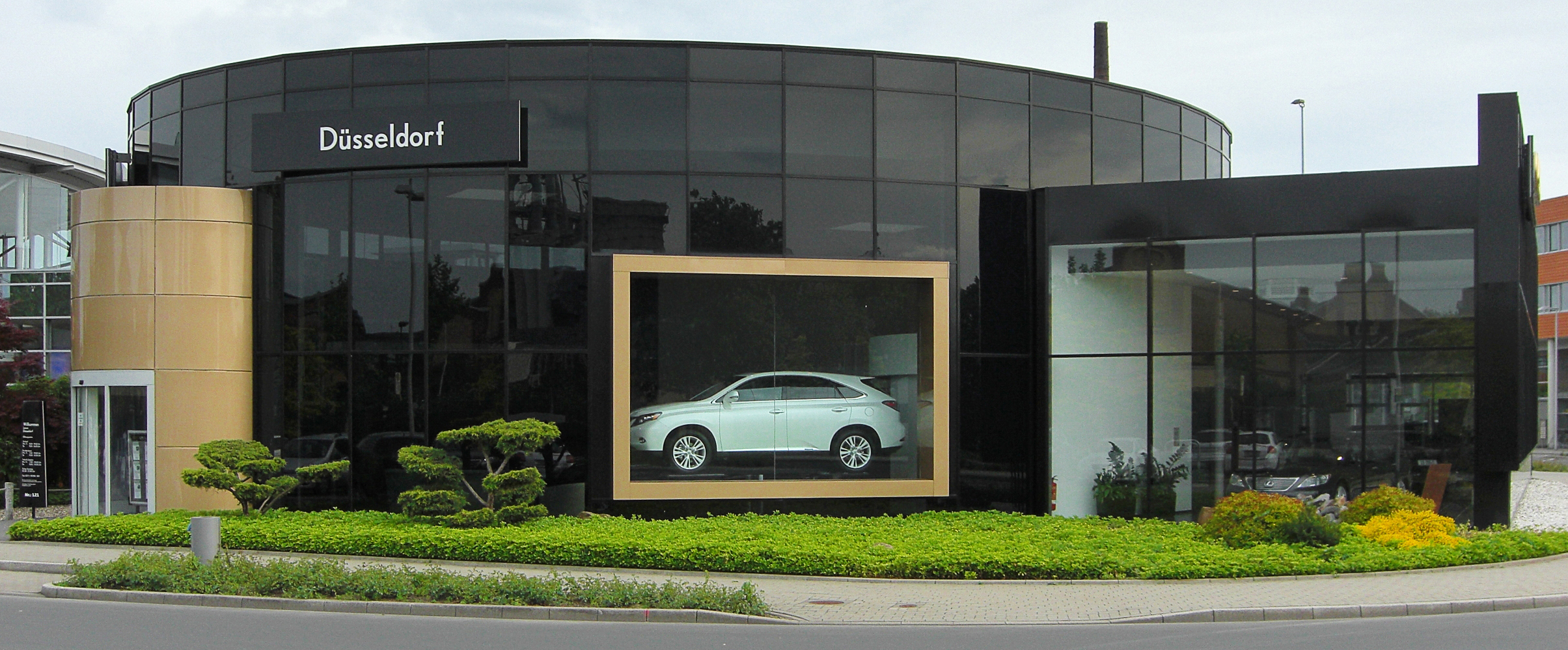
Lexus Forum Düsseldorf

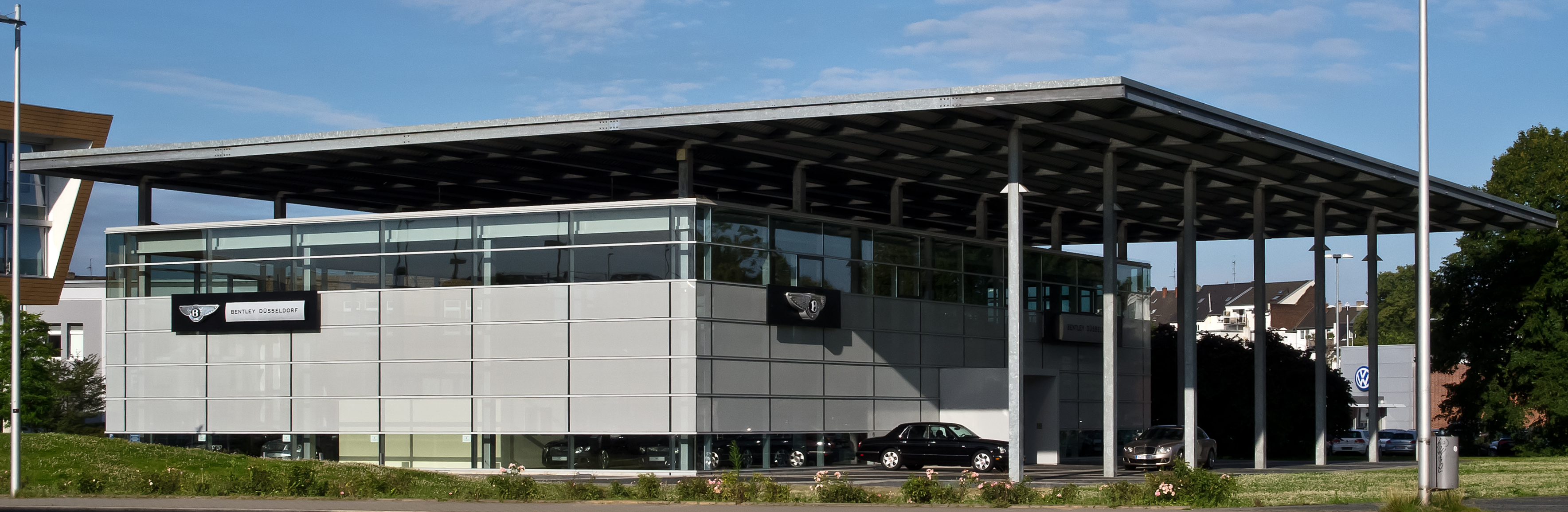
Bentley Düsseldorf

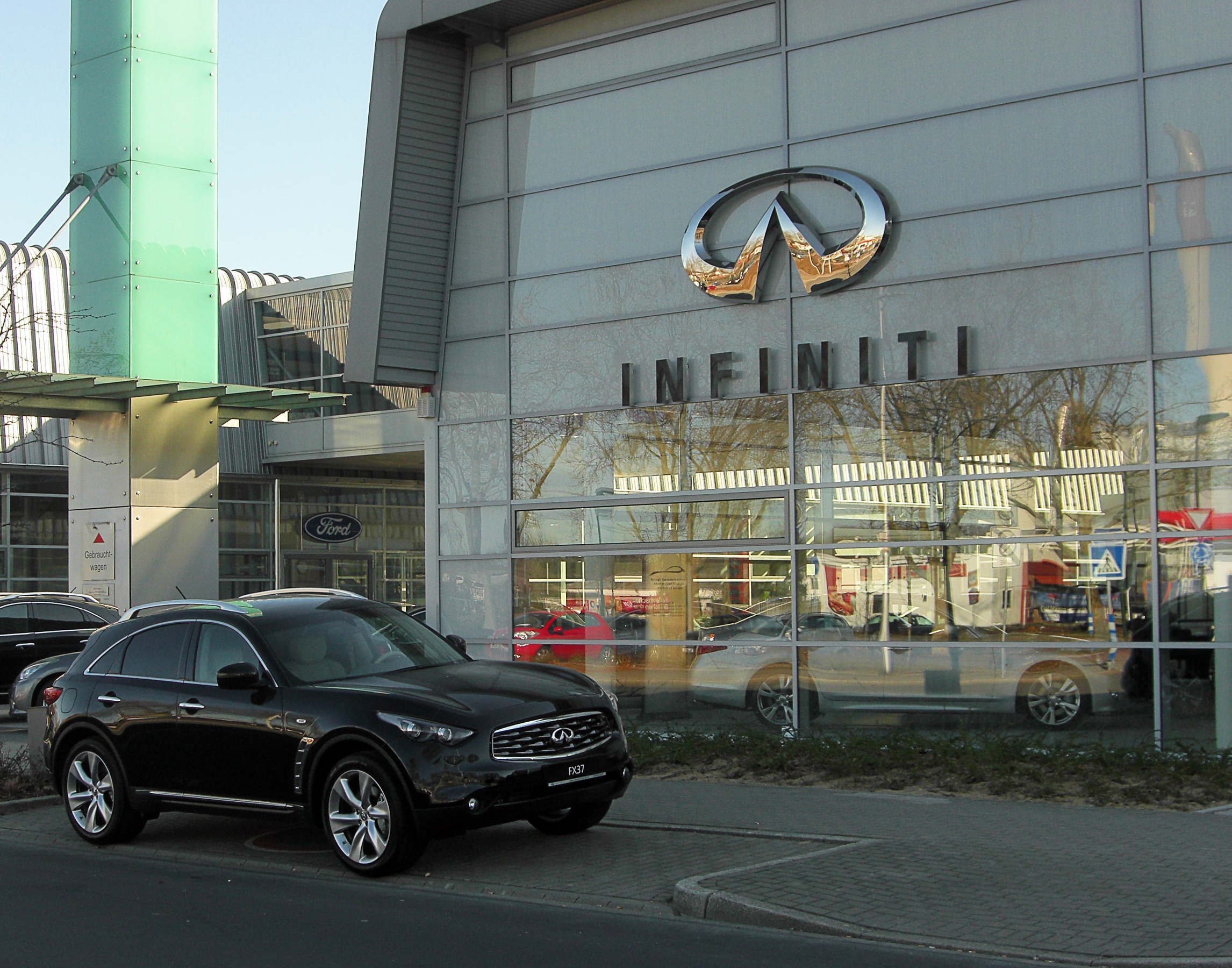
Infiniti Düsseldorf

Das in west-östlicher Richtung verlaufende Gelände ist bis zu 600 m lang und 250 m breit und liegt im bis heute industriell und gewerblich geprägten Stadtteil Flingern-Süd am Höherweg, der auch Namensgeber ist. Die Automeile liegt zwei Kilometer östlich der Düsseldorfer Innenstadt in unmittelbarer Nähe des „Lastrings“, der B 8.
Infolge der Insolvenz der Kroymans-Gruppe im November 2009 standen auf einer Fläche von rund 100.000 m² neun Autohäuser mit ehemals 23 Automarken leer. Seit Anfang Juli 2010 sind die ehemaligen Kroymans-Gebäude wieder belegt. Seitdem bieten zehn Autohäuser 17 Automarken an. Daneben werden auch Gebrauchtwagen anderer Hersteller verkauft. Weiterhin befinden sich auf dem Gelände die zentrale Zulassungsstelle und ein Bürgerbüro der Stadt Düsseldorf sowie die örtliche Geschäftsstelle des ADAC. Komplettiert wird das Angebot rund ums Automobil durch eine Niederlassung der Dekra, zweier Autovermietungen sowie diverser Werkstätten der vertretenen Automarken.

### Autohäuser und deren Marken
- Peugeot Niederrhein GmbH1: 07/2004–03/2016
- CITROËN Commerce GmbH1: 07/2009–03/2016[2]
- Autohaus Ulmen (Citroën, Peugeot): seit 04/2016
- Škoda Centrum Düsseldorf*: seit 10/2005[3]
- Kroymans Autohaus Düsseldorf2 (Alfa Romeo, Cadillac, Chevrolet, Corvette, Ford, Hummer, Jaguar, Lancia, Land Rover, Opel, Saab, SsangYong, Volvo): 07/2004–11/2009[4]
- Autohaus 4-Rad2 (Hyundai): 10/2010–10/2024
- Automobile Darmas (Hyundai): seit 11/2024
- NRW-Garage Düsseldorf2 (Abarth, Alfa Romeo, Fiat, Fisker, Ford, Jeep, Nissan, Volvo): seit 09/2010[5]
- Autocenter Dresen GmbH (Honda): 07/2004–12/2013
- Honda Center Düsseldorf: seit 01/2014[6]
- Autozentrum P&A-Preckel2 (Dacia, Infiniti, Kia, Nissan, Renault, Alpine): 07/2004–01/2020
- Autozentrum P&A-Preckel2 (Nissan): 01/2020–08/2022
- Autozentrum P&A-Preckel2 (Kia): seit 01/2020
- Autohaus Yvel Düsseldorf (Lexus, Toyota): seit 07/2004
- SEAT Center Nordrhein*3: 07/2004–09/2006
- Bentley Düsseldorf*3: seit 10/2006[7]
- Volkswagen Zentrum Nordrhein*: seit 07/2004
- Audi Zentrum Nordrhein – Gebrauchtwagen*: seit 07/2004
- Audi Zentrum Düsseldorf*: seit 08/2021
- BOB Automotive Group (Renault, Dacia, Alpine): seit 02/2020
- Seat Düsseldorf-Automeile*: seit 04/2020

*zu Gottfried Schultz GmbH & Co.KG gehörend
1Im Sommer 2009 erhielt CITROËN Commerce GmbH 50 Prozent der Verkaufsräume der Peugeot Niederrhein GmbH
2Ab Ende August 2010 mietet die NRW-Garage Düsseldorf 25 Prozent der ehemaligen Kroymans-Pavillons. Eine Hälfte wird vom Autozentrum P & A übernommen und ein Viertel vom Autohaus 4-Rad.
3Anfangs für Seat errichtet, wird das Autohaus seitdem von Bentley Düsseldorf genutzt

## Geschichte
Am Höherweg wurden während der Zeit des Nationalsozialismus infolge polizeilicher Verfolgung alle Düsseldorfer Sinti-Familien in einem Zwangslager untergebracht, die u. a. von ihrem bisherigen Wohnort auf dem Heinefeld oder aus ihren Wohnungen gewaltsam vertrieben worden waren. Die Umsiedlung stand unter der von Robert Ritter ausgegebenen Parole der „unmittelbaren polizeilichen Bewachung“. Im Lager konnte sich ein sadistischer Aufseher samt Schäferhund ungehindert an den Menschen austoben. Ein Großteil der Bewohner wurde dann in KZs umgebracht. Nach 1945 beherbergte das Lager Höherweg einige wenige zurückgekehrte Überlebende der Menschenvernichtungen. Durch die Aktivitäten des Künstlers Otto Pankok sind beide Zeitabschnitte in Bildern und Fotos gut dokumentiert, diese Dokumente sind erhalten geblieben.
Im Rahmen von Industriestilllegungen und Umstrukturierung der benachbarten Stadtwerke Düsseldorf rückte das Areal in den städteplanerischen Fokus. In der Vergangenheit hatten sich im Stadtteil diverse Autohändler, Werkstätten und Schrottplätze angesiedelt. Als die Gottfried Schultz GmbH & Co.KG eine Erweiterungsmöglichkeit für ihre Düsseldorfer Niederlassung suchte, entstand die Idee zur Automeile.

## Städtebauliches Konzept

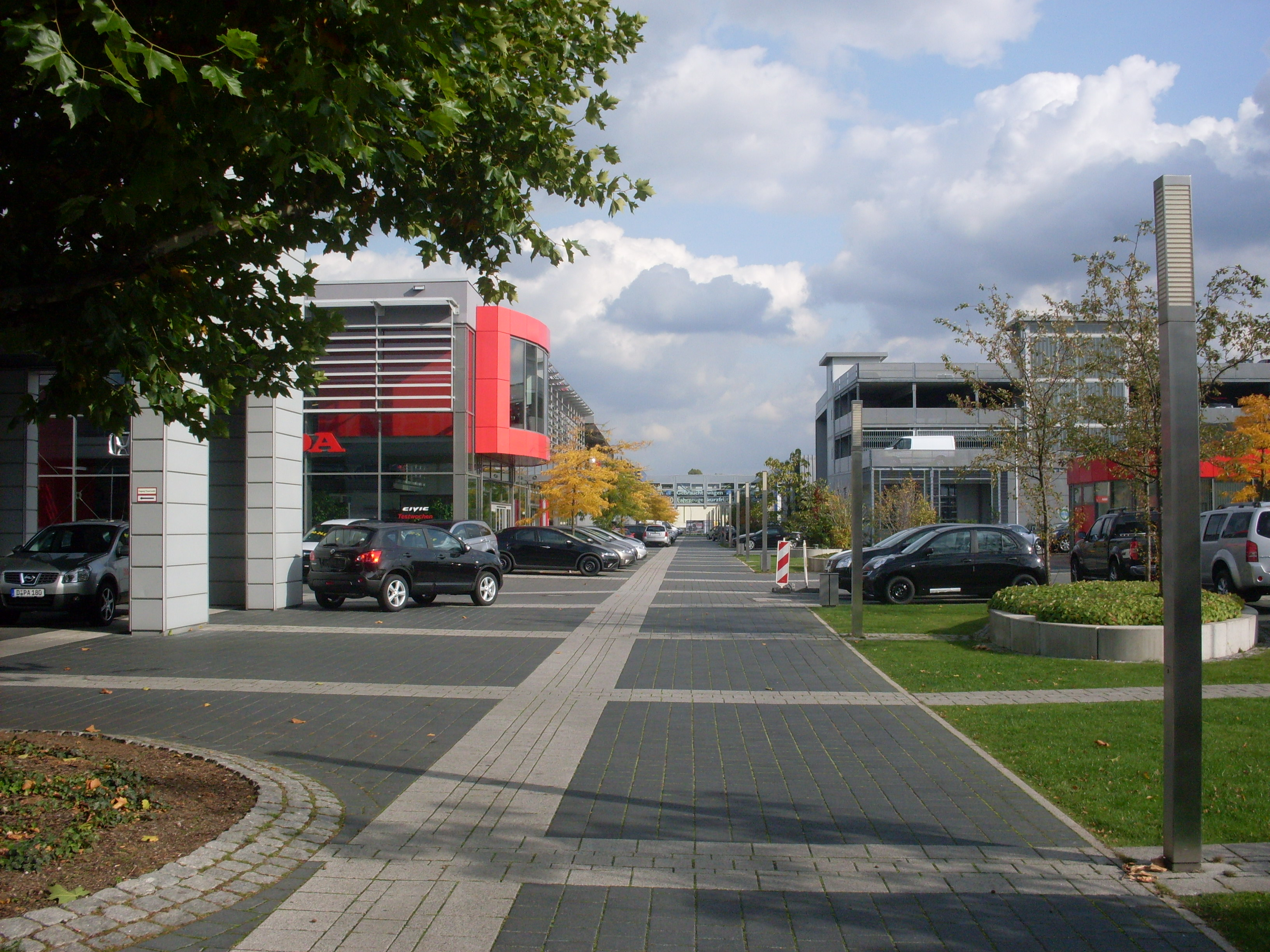
Zentrale Fußgängerpromenade

Zentrale Achse der Automeile ist eine von Westen nach Osten verlaufende begrünte und verkehrsberuhigte Fußgängerpromenade, entlang derer sich die verschiedenen Automarken präsentieren können. Von dieser Achse zweigen weitere verkehrsberuhigte Wege ab. Die Werkstätten, Lager und Entsorgungsbereiche sind möglichst im Inneren der Gebäude angeordnet, so dass von bis zu vier Gebäudeseiten Schaufenster existieren. Um diesen zentralen und verkehrsberuhigten Bereich führt eine Ringstraße. Im südlichen Bereich befinden sich Dienstleister, die Zulassungsstelle, Restaurants sowie das zentrale Parkhaus. Leuchtende, grüne Pylone mit dem Markenzeichen „AM“ sollen die Orientierung erleichtern und sind zugleich das Leitmotiv der Automeile. Um einerseits eine gewisse Einheitlichkeit und architektonische Qualität zu erzielen, anderseits aber auch den Präsentationsbedürfnissen der verschiedenen Automarken Rechnung zu tragen, wurde eine Gestaltungssatzung erlassen.

## Architektur
Das architektonische Konzept wurde von dem Essener Architekturbüro Koschany + Zimmer Architekten KZA entwickelt. Landschaftsarchitekten war das Duisburger Büro Plan B Alternativen.